# Goes
Goes é uma cidade e município dos Países Baixos, situada na província da Zelândia. Tem 101,92 km² de área e sua população em 2020 foi estimada em 37.653 habitantes.